# General San Martín (La Pampa)
General San Martín é um município da província de La Pampa, na Argentina.